# Monte Menta
Il monte Menta o Minthe o Minta (in greco Μίνθη?, Mínthī) (1.221 m s.l.m.) si innalza nella regione detta Trifilia (Triphylia) appartenente al distretto dell'Elide in Grecia. È ricordato fin dall'antichità per la sua vicinanza ad un santuario di Ade.

## Menta e Ade
(Marcel Detienne, I giardini di Adone, cap. IV, Le disgrazie della menta, p. 99)
Robert Graves spiega il nome della zona in cui sorge il monte e quello del monte stesso col fatto che la pianta della menta cresceva nei pressi del santuario consacrato ad Ade.
Del resto, la Menta ha un collegamento mitico evidente con l'aldilà, se si pensa alla sua discendenza dal Cocito, uno dei fiumi del regno dei morti, e al suo ruolo di amante di Ade.
Nell'antica Grecia, inoltre, la menta era usata nei riti funebri insieme al mirto e al rosmarino per bilanciare l'odore della decomposizione. Tuttavia aveva anche una funzione rituale in quanto veniva utilizzata nel kukeòn (in greco κυκεών), il preparato di orzo assunto dai partecipanti ai misteri eleusini, nei quali era offerta agli iniziati una vita nell'aldilà.
Poiché l'elemento nth (traslitterazione del greco νθ) è caratteristico della classe di parole prese in prestito dal linguaggio pre-greco, come acanto, labirinto, Corinto ecc., si può ipotizzare che il sito dell'Elide sia un complesso cultuale molto antico. Così come il mito di menta contiene elementi ctonii che fanno parte di una religiosità arcaica.

## Trifilia
Il fiume Alfeo, secondo Strabone, divideva la Pisatide dalla Trifilia (Triphylia). 
Il distretto delle Trifilia o Triphalia, come lo chiama Polibio, facendone derivare il nome da Trifalo, garzone arcade, si estendeva lungo il mare dalla foce dell'Alfeo a quella della Neda, dove si racconta che Zeus appena nato fosse stato lavato, terminando l'Elide verso la Messenia.
Tra la città di Pilo e Scillunte sorge il monte Menta, detto dagli antichi Minthe, oggi Smyrne.
Alle falde del monte era un luogo sacro ad Ade mentre di là dalla pianura di Pilo vi era un bosco sacro a Demetra.
Pare di leggere in questa topografia sacra che l'eros è infero, inconscio, viene da Ade, e Demetra vi presiede per organizzarlo. Mintha è una ninfa, amante del re degli inferi, e la pianta, frutto della sua metamorfosi, non può che mantenere questo potere afrodisiaco e di comunicazione con l'aldilà.
Che si tratta di un luogo consacrato alle ninfe lo testimonia anche la presenza dell'antro delle Anigridi. Sempre secondo Strabone infatti la spiaggia fra l'Anigro e lo Iardano ebbe il nome di Samico. Nel Samico 100 stadi distante dall'Anigro e presso il mare si vedeva il tempio di Nettuno soprannominato Samio, situato entro un bosco di olivi selvatici ed un antro presso il fiume Anigro dove risiedevano le ninfe.